# Tussaaq (Insel, Upernavik)
Tussaaq ist eine grönländische Insel im Distrikt Upernavik in der Avannaata Kommunia.

## Geografie
Tussaaq liegt relativ weit im offenen Meer am Nordufer der Mündung des Ikeq (Upernavik Isfjord). Südwestlich ist ihr die winzige Insel Qeqertannguaq vorgelagert. Nordöstlich liegt die Insel Itillilik. Die nächste Insel nach Osten hin ist Qaneq. Die höchste Erhebung von Tussaaq misst 152 m.

## Geschichte
Im Südosten der Insel befindet sich der Ort Tussaaq, der bereits Ende des 18. Jahrhunderts erwähnt wurde. Ende der 1880er Jahre wurde der mittlerweile verlassene Wohnplatz erneut besiedelt. In den 1920er Jahren übernahm Tussaaq den Udstedsstatus von Qassersuaq. In der zweiten Hälfte des 20. Jahrhunderts gewann Innaarsuit an Bedeutung, wodurch Tussaaq an selbiger verlor. In den 1990er Jahren nahm die Einwohnerzahl rapide ab und ist heute verlassen.